# ایلییا پوتریا
ایلییا پوتریا (اوکراینی: Ілля Германович Путря؛ زادهٔ ۱۵ مهٔ ۱۹۹۸) بازیکن فوتبال است.
از باشگاه‌هایی که در آن بازی کرده‌است می‌توان به باشگاه فوتبال ماریوپول اشاره کرد.
وی همچنین در تیم ملی فوتبال زیر ۲۱ سال اوکراین بازی کرده‌است.